# Sensore induttivo

Schema a blocchi di un semplice sensore induttivo.
1. Sensore di campo
2. Oscillatore
3. Demodulatore
4. Schmitt trigger
5. Uscita logica

Un sensore induttivo è un tipo di sensore di prossimità in grado di rilevare la presenza di un oggetto metallico ad una distanza ravvicinata.
Poiché l'uscita di un sensore induttivo ha due possibili stati (aperto/chiuso), un sensore induttivo è a volte indicato come un interruttore di prossimità induttivo.

## Caratteristiche
Il sensore è costituito da un avvolgimento primario pilotato da un oscillatore risonante ad una specifica frequenza nell'ordine del MHz.
La presenza di un materiale ferromagnetico all'interno del campo magnetico del solenoide fa sì che l'induttanza dell'avvolgimento sia modificata.
In particolare, nell'elemento metallico vengono indotte delle correnti parassite dissipate per effetto termico, corrispondenti ad una perdita di energia nel circuito risonante ed una conseguente riduzione dell'ampiezza dell'oscillazione.
Un demodulatore rileva l'inviluppo dell'oscillazione, e dunque la sua ampiezza. Un comparatore, eventualmente dotato di isteresi, compara l'ampiezza dell'oscillazione con due valori di soglia fornendo un'uscita logica (ON/OFF).
I sensori di prossimità induttivi possono rilevare solo la presenza d'oggetti realizzati in materiale ferromagnetico e la portata nominale è genericamente piuttosto bassa, dell'ordine di qualche millimetro fino a qualche decina di millimetri.
Questi sensori possono commutare il loro stato a frequenze molto elevate, fino a qualche kilohertz, rendendoli adatti a rilevare oggetti in rapido movimento.